# ماساشي كاميكاوا
ماساشي كاميكاوا (باليابانية: 亀川 諒史) (مواليد 28 مايو 1993) هو لاعب كرة قدم. يلعب مع منتخب اليابان تحت 23 سنة لكرة القدم. سبق له أن لعب في الألعاب الأولمبية الصيفية 2016 مع منتخب بلاده.

## وصلات خارجية
- ماساشي كاميكاوا على موقع الاتحاد الدولي (مؤرشف)  (الإنجليزية)
- ماساشي كاميكاوا على موقع رابطة كرة القدم اليابانية للمحترفين (اليابانية)
- ماساشي كاميكاوا على موقع قاعدة بيانات كرة القدم.إي يو (الإنجليزية)
- ماساشي كاميكاوا على موقع Soccerway.com (الإنجليزية)
- ماساشي كاميكاوا على موقع عالم كرة القدم.نت (الإنجليزية)
- ماساشي كاميكاوا على موقع كووورة
- ماساشي كاميكاوا على موقع أوليمبيديا (الإنجليزية)